# Goera parvula
Goera parvula là một loài trong họ Goeridae. Chúng phân bố ở miền Cổ bắc.